# Гершун, Андрей Александрович
Андре́й Алекса́ндрович Гершу́н (1903—1952) — советский учёный в области фотометрии и светотехники, основатель научной школы по гидрооптике (Государственный оптический институт). Лауреат двух Сталинских премий 2-й степени (1942, 1949).

## Биография
Родился 9 (22 октября) 1903 года в Санкт-Петербурге в семье известного физика, профессора А. Л. Гершуна. После смерти отца в 1915 году воспитывался матерью Розалией Феликсовной. В 1920 году поступил на физико-математический факультет Петроградского университета (окончил в 1924) и одновременно зачислен «лаборантом при мастерских» в ГОИ, в фотометрическую лабораторию (позднее сектор) под руководством профессора С. О. Майзеля.
При образовании в 1934 году в составе фотометрического сектора новых лабораторий возглавил светотехническую (естественного и искусственного освещения) лабораторию. Коллегами А. А. Гершуна, руководителями других лабораторий, были известные в будущем учёные — доктора наук, профессора М. М. Гуревич (фотометрическая лаборатория), Л. И. Дёмкина (цветовая), Л. Н. Гассовский (глазной оптики) и Г. К. Устюгов (прожекторная), доктора наук Д. Н. Лазарев, Г. Н. Раутиан, А. А. Волькенштейн и др. Близкая, а часто и совместная работа этих крупных учёных позволила значительно продвинуть исследования в ГОИ в таких взаимосвязанных направлениях как фотометрия, светотехника, колориметрия, офтальмологическая и физиологическая оптика.
В 1937 году А. А. Гершуну присвоено звание профессора и степень доктора технических наук по опубликованным работам без защиты диссертации.
Во время эвакуации ГОИ в город Йошкар-Ола (1941—1945) работал над проблемами светомаскировки, демаскировки и скрытного освещения, видимости через оптические приборы.
В послевоенное время продолжил связанные с фотометрией и светотехникой теоретические и прикладные исследования. Вёл активную преподавательскую и научно-общественную работу.
Скончался 6 декабря 1952 года в своём рабочем кабинете. Похоронен в Ленинграде на Большеохтинском кладбище.

## Семья
- Двоюродный брат — поэт Борис Божнев.
- Троюродный брат — художник и книжный график Б. Г. Крейцер[1].

## Научная деятельность
Существенные работы А. А. Гершуна довоенного периода связаны с развитием теоретической фотометрии и светотехники, с вопросами различного использования энергии светового излучения. В частности, им были разработаны методы расчёта и проектирования экономичного естественного освещения внутри производственных помещений и учебных заведений от оконных проёмов любой формы и расположения. Разработал и опубликовал детальную фотометрическую терминологию. К 1936 году им была в основном завершена общая теория светового поля, ключевые представления которой он изложил в монографии «Световое поле», изданной в СССР в 1936 году и переведённой в США в 1939 году . В своей статье «Творческая работа Государственного оптического института» С. И. Вавилов приводит слова редактора перевода П. Муна: «Теоретическая фотометрия представляет случай „задержанного развития“, и в основном она оставалась неизменной с 1760 года, в то время как остальные главы физики триумфально развивались. Однако, в последние годы растущие запросы современной светотехники сделали беспомощными абсурдно антикварные представления традиционной фотометрической теории. В настоящее время имеется сильное движение за то, чтобы привести теорию светового поля в соответствие с духом физики. Профессор Гершун в Государственном оптическом институте в Ленинграде является одним из пионеров этого движения». И далее С. И. Вавилов пишет: «Работы ГОИ по гидрофотометрии, производившиеся под руководством А. А. Гершуна, дали многое для физики моря и послужили основой решения важных военных задач».
Продолжая исследования по проблемам, связанным со световым полем, А. А. Гершун опубликовал работу об одной из фундаментальных величин, характеризующих прохождение света через оптический прибор, названной им «мерой множества лучей». Ряд областей практического применения теории светового поля, такие как техника светового освещения или гидрооптика (так, по аналогии с гидроакустикой, была названа А. А. Гершуном область знаний о распространении и использовании в водной среде излучения оптического диапазона) стали со временем самостоятельными отраслями науки и техники.
Работы А. А. Гершуна в области естественного освещения положили начало новой прикладной науке — строительной светотехнике. Примерами практических результатов могут служить две крупные работы, выполненные А. А. Гершуном с сотрудниками. Это рациональное освещение тёмных цехов киноплёночных фабрик и составление эскизного проекта внутреннего освещения грандиозного здания Дворца Советов. А. А. Гершун был назначен ответственным руководителем проекта, над которым работали крупнейшие оптики, светотехники и искусствоведы страны.
В ряде работ, связанных с гидрооптикой, А. А. Гершуном с сотрудниками были созданы различные типы гидрофотометров и другой оптической аппаратуры для измерения коэффициента яркости, прозрачности, индикатрис рассеяния и поляризации морской воды, разработаны специальные подводные лампы. Участвуя в экспедиционных работах, А. А. Гершун проявлял исключительную работоспособность. Он неоднократно опускался под воду в водолазном костюме, выходил на катерах в длительные морские походы. Основные результаты гидрооптических работ А. А. Гершуна опубликованы в монографии.
Во время Великой Отечественной войны А. А. Гершун разрабатывал методы светомаскировки, демаскировки и скрытного освещения, методы оценки наблюдательных оптических приборов по видимости через них точечных источников света и деталей обстановки. Провёл расчёт яркости прожекторного снопа. Предложил идею оценки малых яркостей путём введения новой световой величины — эквивалентной яркости, впоследствии включённой в систему фотометрических величин и в Международный светотехнический словарь.
В послевоенное время А. А. Гершун разработал метод измерения силы света ламп и светооптических систем, названный им телецентрическим, который позволял измерять силу света источников без определения расстояний до них и в незатемнённом помещении, выполнил ряд теоретических исследований по визуальной фотометрии в области малых яркостей.
В 1948 году, в связи с 250-летием со дня рождения одного из основоположников фотометрии Пьера Бугера, под редакцией А. А. Гершуна был переведён на русский язык его классический труд «Оптический трактат о градации света». Кроме тщательного редактирования, А. А. Гершун дополнил издание подробной биографией Бугера и профессиональными комментариями его трудов.
За разработку контрольно-измерительных приборов с дистанционными показателями для заводов «А» и «Б» комбината № 817 (предприятия, занимавшегося радиохимическим выделением плутония для первой советской ядерной бомбы) в 1949 году секретными указами правительства был награждён орденом Трудового Красного Знамени и Сталинской премией II степени.
Последние работы А. А. Гершуна посвящены определению спектральной плотности излучения чёрного тела и исследованию рассеяния света на шероховатых (матовых) поверхностях. В 1952 году он приступил к сбору материалов для давно задуманной им книги «Теоретические основы светотехники», но преждевременная смерть не позволила ему завершить эту работу.
Перечень научных трудов А. А. Гершуна содержит свыше 90 наименований. В 1958 году издан сборник его избранных трудов.

## Педагогическая и научно-общественная работа
В течение всей жизни А. А. Гершун много внимания уделял подготовке молодых специалистов. Он преподавал и заведовал кафедрами в ЛГИ и ЛЭТИ, в ИИГВФ, в ВЭТА, ВМА и ВВА имени Н. Е. Жуковского. Преподавал и состоял профессором Ленинградского техникума точной механики и оптики, а после преобразования в 1930 году техникума в ЛИТМО с 1946 по 1952 год заведовал кафедрой физической оптики. Под его руководством в ЛИТМО была создана Лаборатория физической оптики. В разные годы читал курсы физики, физической оптики, светотехники, фотометрии, колометрии и др. Руководил работой аспирантов, привлекал к исследовательской работе студентов, еженедельно проводил научные семинары для студентов старших курсов, воспитывал у них склонность к творческому поиску и умение разбираться в оригинальных работах отечественных и иностранных учёных.
С конца 1920-х годов А. А. Гершун работал в Комиссии по осветительной технике, руководимой профессором М. А. Шателеном. Возглавлял Ленинградское отделение Всесоюзной ассоциации лабораторий осветительной техники и Светотехнической секции Всесоюзной электротехнической ассоциации, работал в редакционной коллегии журнала «Светотехника». С 1947 года и до самой смерти А. А. Гершун был главным помощником М. А. Шателена, занимавшего в эти годы должность председателя Комиссии по светотехнике при отделении технических наук АН СССР, и председателем её Ленинградского отделения.

## Награды и премии
- Сталинская премия II степени (10 апреля 1942) — за изобретение метода маскировки
- Сталинская премия II степени (1949) — за разработку оптической системы наблюдения за технологическими процессами на заводах «А» и «Б» комбината № 817
- орден Трудового Красного Знамени (29 октября 1949)
- орден Красной Звезды (1942)
- орден «Знак Почета» (1945)
- медали